# Larix occidentalis
Il Larice occidentale (Larix occidentalis) è una specie di larice nativa delle montagne dell'ovest del Nord America, sia in Canada, nelle province della Columbia Britannica e dell'Alberta, che negli Stati Uniti, nelle zone orientali di Washington ed Oregon, nonché nel nord dell'Idaho e ovest del Montana.

## Morfologia

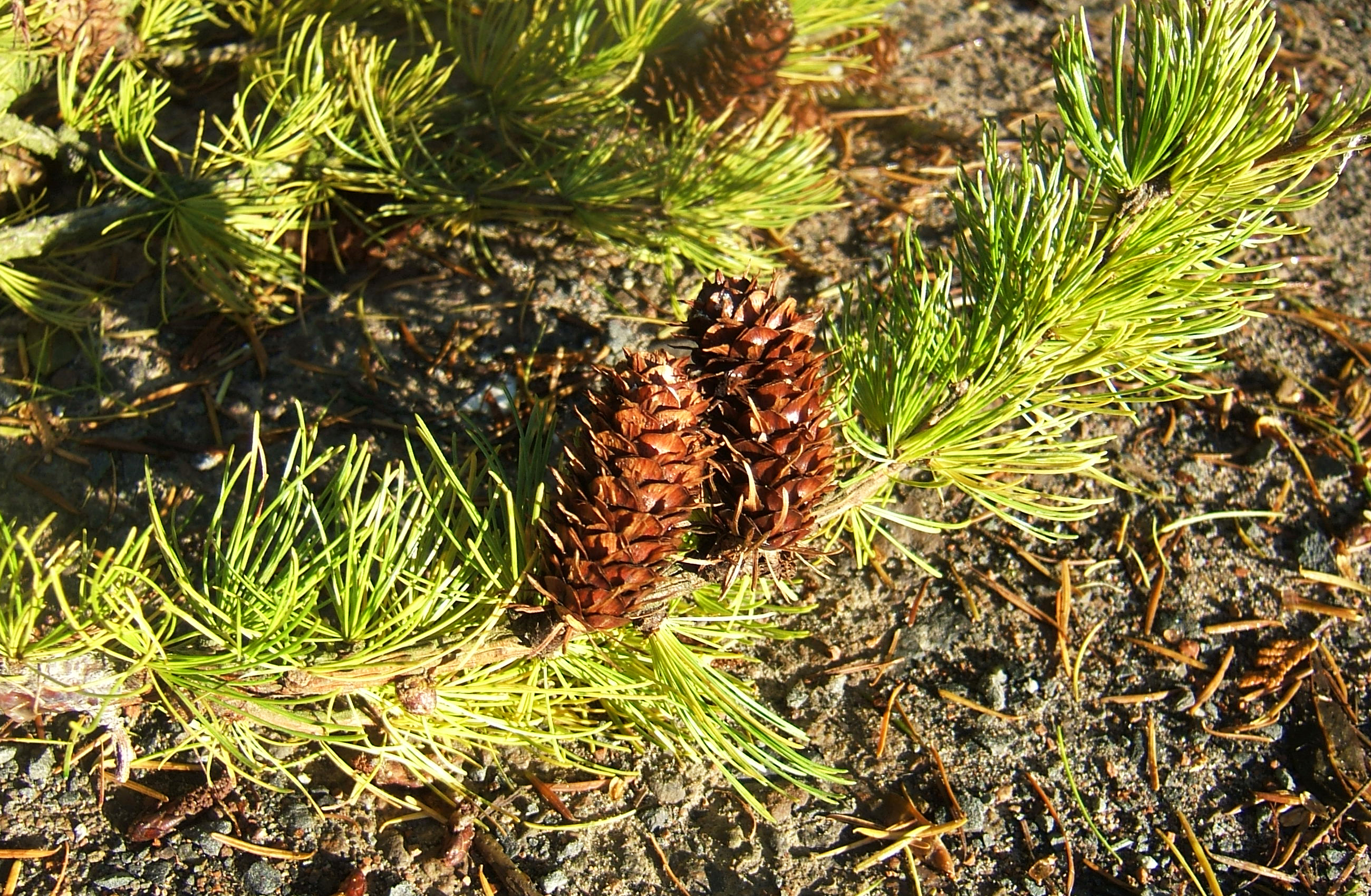
Aghi e coni maturi

È una conifera di grandi dimensioni, in grado di raggiungere altezze comprese fra i 30 ed i 60 metri, con un diametro del tronco talvolta superiore al metro e mezzo. La chioma è pressoché conica; i rami principali partono dal livello del terreno, quelli laterali risultano spesso pendenti. I germogli, come in tutte le specie del genere Larix, si presentano dimorfici, con una netta differenziazione in macroblasti, tipicamente lunghi 10–50 cm e ricoperti da un gran numero di gemme, e brachiblasti lunghi 1–2 mm con una singola gemma apicale. Le foglie sono aghiformi, verde chiaro, lunghe 2–5 cm e molto sottili; diventano gialle in autunno prima dell'abscissione, lasciando i pallidi rametti bruno-arancioni spogli fino alla primavera successiva.

### Strobili
I coni sono cilindrico-ovoidali, lunghi 2–5 cm, con 40 od 80 scaglie, ognuna recante una brattea di 4–8 mm. Di colore rosso quando immaturi, diventano bruni con il passare del tempo e le scaglie si aprono o ripiegano per rilasciare i semi ad avvenuta maturità, a 4 o 6 mesi dall'impollinazione. i vecchi coni tipicamente rimangono sul ramo di origine per diversi anni, diventando di un grigio molto fosco.
I semi sono un'importante fonte di cibo per molti uccelli, in particolare Carduelis pinus e Loxia leucoptera.

## Distribuzione ed Habitat
La specie cresce fra i 500 ed i 2400 metri di altitudine, ed è estremamente resistente al freddo, risultando in grado di sopravvivere a temperature invernali inferiori ai -50 gradi. Cresce solo su suoli ben drenati, evitando i terreni acquitrinosi.

## Usi
Il legno prodotto da questa specie è resistente e durevole, ma anche flessibile se ridotto in fogli sottili, ed è particolarmente ricercato per la costruzione di yacht; il legno utilizzato per questo scopo deve essere privo di nodi, e può essere perciò ottenuto solo da alberi particolarmente anziani potati in giovane età allo scopo di rimuovere i rami bassi.
Il legno del larice occidentale è molto apprezzato come combustibile nel nord-est del Pacifico; la sua combustione produce un ottimo profumo oltre che un caratteristico crepitio.

## Galleria d'immagini

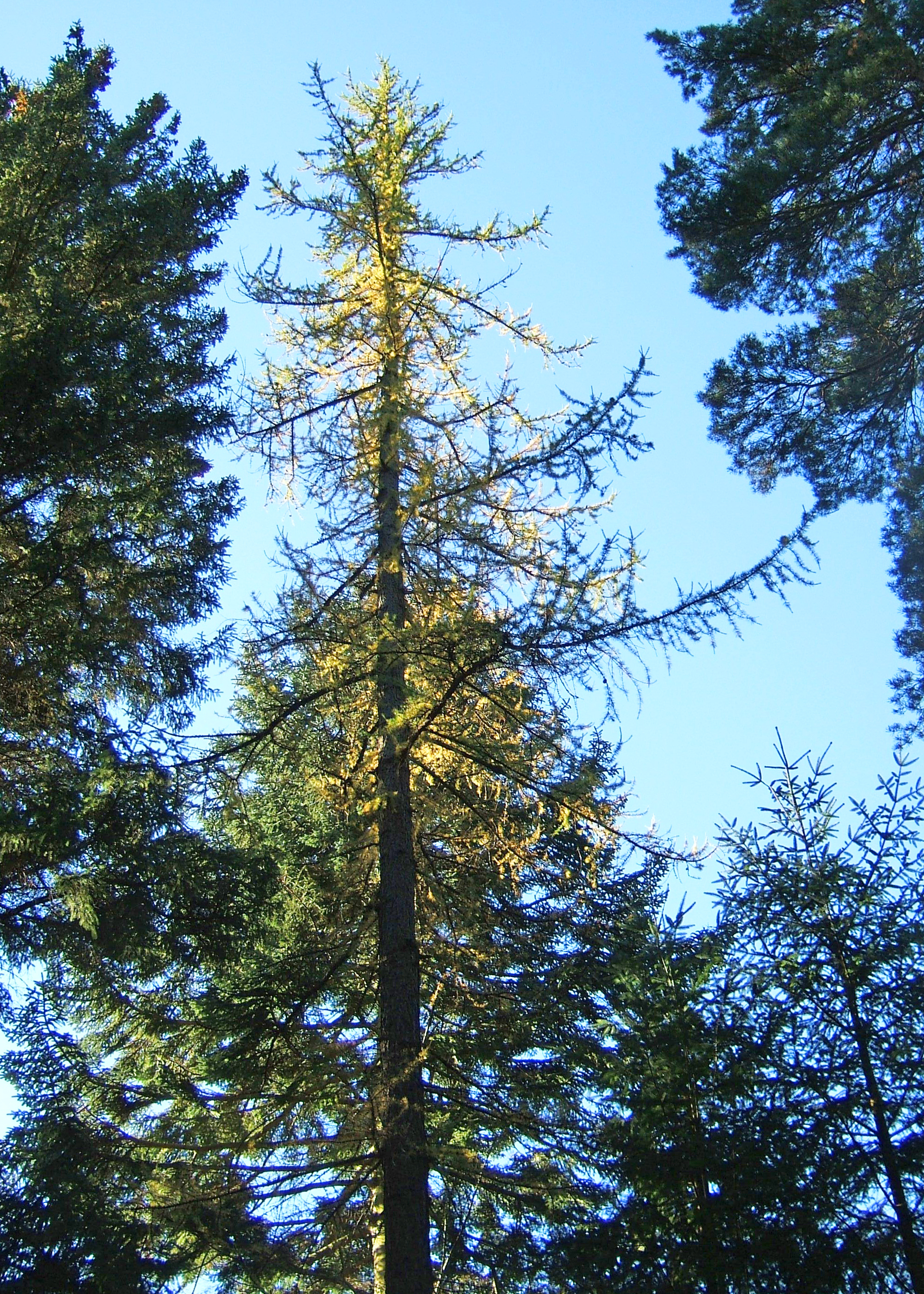
Albero con colori autunnali
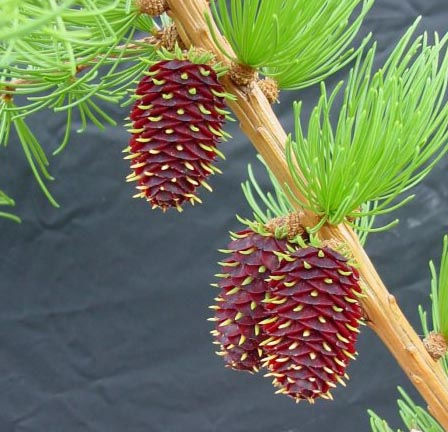
Aghi e coni immaturi in primavera